# دون ألفارو
بلدية دون ألفارو (بالإسبانية: Don Álvaro)‏, هي إحدى بلديات مقاطعة بطليوس, التي تقع في منطقة إكستريمادورا, والتي تقع في غرب إسبانيا.
يبلغ عدد سكانها 668 نسمة وفقاً لإحصائية سنة (2002).